# Сивокоремна дългоопашата белозъбка
Сивокоремните дългоопашати белозъбки (Crocidura russula) са вид дребни бозайници от семейство Земеровкови (Soricidae).

## Разпространение
Разпространени са в Западна Европа и Северозападна Африка.